# Agape (nome)
Agape  è un nome proprio di persona italiano femminile.

## Varianti
- Maschili: Agapio[2], Agabio

### Varianti in altre lingue
- Greco antico: Ἀγάπη (Agape)[3]
  - Maschili: fγάπιος (Agapios)[3]
- Latino: Agape[1]
  - Maschili: Agapius[1], Agabius[1]

## Origine e diffusione
Deriva dal termine greco ἀγάπη (agape), che vuol dire "amore", nel senso più puro e spirituale del termine ("amore verso il prossimo", "carità").
La forma maschile Agapio (o Agabio) viene talvolta ricollegata al nome Agapito che, per quanto etimologicamente correlato, ha però significato leggermente diverso. Per semantica, inoltre, Agape è affine ai nomi Amore e Ljubov'.

## Onomastico
L'onomastico può essere festeggiato in una delle date seguenti:
- 15 febbraio, sant'Agape, martire con altri compagni ad Antiochia[4]
- 1º aprile, sant'Agape, martire a Salonicco assieme alle sorelle Irene e Chionia[2]
- 4 maggio, sant'Agapio, martire in Numidia con san Secondino[5]
- 10 settembre, sant'Agabio di Novara, vescovo
- 20 settembre, sant'Agapio, martire a Roma col fratello Teopisto e i genitori Eustachio e Teopista
- 21 novembre, sant'Agapio di Cesarea, martire[2]

## Persone

### Variante maschile Agapio
- Agapio di Cesarea, vescovo di Cesarea di Palestina
- Agapio di Cesarea, santo romano
- Agapio di Ierapoli, vescovo arabo
- Agapios III Matar, vescovo cattolico e patriarca siriano

## Il nome nelle arti
- Agape è un personaggio della serie manga e anime I Cavalieri dello zodiaco.